# 乌克兰总统命令
乌克兰总统命令（羅馬化：Rozporiadzhennia Prezydenta Ukrainy）是乌克兰总统发出的行政命令。

## 应用于
- 乌克兰内阁对各部委和其他中央执行机构的指示；
- 关于业务、组织和人事问题以及乌克兰总统办公室工作的决定；
- 任命参加国际论坛工作，与外国代表（代表团）进行谈判的乌克兰代表；
- 任命在有关国家机关、机构、组织等中代表乌克兰总统利益的乌克兰总统全权代表；
- 决定举办由乌克兰总统协助（赞助）的活动。